# クライアントサイド
クライアントサイド（client side）とは、コンピュータネットワーキングにおいて、クライアントサーバ関係におけるクライアントによって実行される操作・処理のことを指す。
一般的に、クライアントはユーザのローカルコンピュータやワークステーションの上で実行され必要に応じてサーバに接続するウェブブラウザのようなコンピュータアプリケーションのことである。クライアントサイドで操作が行われる理由として、情報や機能がサーバではなくクライアント上にあるからという場合もあるし、ユーザがそれらを監視するか入力を提供する必要があるという場合もあるし、または、サーバは、接続されているクライアント群すべてに関して迅速に命令を処理する演算能力が欠如しているからという場合もある。副次的利点として、操作がクライアントによって実行されたとき、ネットワーク越しにデータを送信すること無しに、それらは時間をかけず、少ない処理能力を使用し、セキュリティリスクを招くことを軽減する。
例えば、HTTP や FTP プロトコルのように一般的な手段でサーバがデータを提供する場合、ユーザは多くのクライアントプログラムの選択肢を持つ(現在のウェブブラウザの多くは、それらのプロトコル双方を使用したデータのリクエストや受信ができるようになっている)。より特殊なアプリケーションの場合は、プログラマは、互いにやり取りできるだけの自前のサーバ、クライアントやプロトコルのプログラムを書くことができる。
ネットワーク越しにデータ送受信もせずに、ユーザのローカルコンピュータで走るプログラムはクライアントとは看做されない。従って、そのようなプログラムの操作はクライアントサイド的操作とは看做されない。

## 例
SETI@homeやGoogle Earthのような分散コンピューティングプロジェクトはクライアントサイド操作が重要である。SETI@homeクライアントはサーバ接続を開始しデータを要求する。サーバはデータセットを選択し(サーバサイド操作)、それをクライアントに送信する。そして、クライアントはそのデータを解析(クライアントサイド操作)し、解析が完了したとき、サーバのもとへその結果を伝達する。